# 岸本王晴
岸本 王晴(きしもと きみはる、1935年 - 2008年3月28日)は日本の将棋アマ強豪で、元真剣師。

## 来歴
真剣師として名を馳せた後、アマチュア強豪として1977年5月に第18回関東アマ名人戦関東大会に都下代表として出場。同年8月に日本アマチュア将棋連盟創設に参画し、同年創刊された将棋ジャーナルの初代編集長を務めた。2008年3月28日逝去、享年73。
事務局が四日市に移転して以降は日本アマチュア将棋連盟から退き、その後は少々距離を置いていた様である。
関則可や今福栄と比べると知名度は低く、実績やその活躍等についても記録は殆ど残っていない為か今日に於いてその名を見かける事は滅多にない。
一方で将棋ジャーナル編集長を務める等、日本アマチュア将棋連盟(以降アマレン)創設者としては関らと共にその名が見える事が多い為、アマレンでは裏方として縁の下の力持ち的な存在であった事が窺える。

## 著書
『現代真剣師物語 賭け将棋に憑かれた男たちのロマン』(東京書店・1982)